# A Long, Strange Trip
A Long, Strange Trip is de veertiende aflevering van het vijftiende seizoen van de televisieserie ER, die voor het eerst werd uitgezonden op 5 februari 2009.

## Verhaal
Dr. Gates en dr. Morris behandelen een oudere man die gevonden is op straat. Het blijkt dat hij lijdt aan de ziekte van Alzheimer, hij denkt dat hij momenteel in de jaren zestig leeft. Dan komt ineens dr. Morgenstern, het oude hoofd van de SEH, in het ziekenhuis en verklaart dat hij verantwoordelijk is voor de oudere man. De man blijkt dr. Oliver Kostin te heten en is de grondlegger van de hedendaagse SEH. De gezondheid van dr. Kostin gaat snel achteruit en hij heeft een niet reanimeren verklaring en nu kunnen zij alleen maar wachten op zijn sterven. 
Taggart krijgt ineens bezoek van haar zus Kelly met de boodschap dat zij naar Japan verhuist, en de vraag of Taggart hun moeder wil verzorgen. 
Dr. Brenner en dr. Dubenko krijgen een meningsverschil over het behandelen van een moeder met uitgezaaide kanker. Later blijkt de moeder echter geen kanker te hebben maar tbc en dat zij hiervan kan genezen. 

## Rolverdeling

### Hoofdrollen
- Parminder Nagra - Dr. Neela Rasgrota
- John Stamos - Dr. Tony Gates
- Scott Grimes - Dr. Archie Morris
- David Lyons - Dr. Simon Brenner
- William H. Macy - Dr. David Morgenstern
- Leland Orser - Dr. Lucien Dubenko
- Gil McKinney - Dr. Paul Grady
- Linda Cardellini - verpleegster Samantha Taggart
- Shannon Woodward - Kelly Taggart
- Laura Cerón - verpleegster Chuny Marquez
- Montae Russell - ambulancemedewerker Dwight Zadro
- Troy Evans - Frank Martin

### Gastrollen (selectie)
- Rance Howard - Dr. Oliver Kostin
- Kovar McClure - jonge Dr. Oliver Kostin
- Jake Abel - Dylan
- Christopher Amitrano - politieagent Hollis
- Christine Avila - Corazon
- Sylva Kelegian - Donna
- Davenia McFadden - April Robinson
- Nija Okoro - Kendra Robinson